# 默基特希臘禮天主教紐頓聖母升天教區
默基特希臘禮天主教紐頓聖母升天教區（拉丁語：Eparchia Neotoniensis Graecorum Melkitarum）是美國一個東儀天主教教區（默基特希臘禮），直屬宗主教。
1966年1月10日設立美國宗座代牧區，1976年6月28日升為教區並易名至今。
教座位於波士頓的西洛斯貝里。2010年有教友25,000人。教區下轄四十二個堂區，有六十八名司鐸。現任教區主教為尼各老·雅各伯·薩姆拉。